# Christo Markov
Christo Gantsjev Markov  (Dimitrovgrad, 27 januari 1965) is een Bulgaars voormalig atleet, die gespecialiseerd was in het hink-stap-springen.

## Biografie
Markov bleef tijdens de eerste Wereldkampioenschappen atletiek steken in de kwalificaties van het hink-stap-springen. De Olympische Zomerspelen 1984 in het Amerikaanse Los Angeles werden door zijn vaderland geboycot. Markov werd in 1987 wereldkampioen met een kampioenschapsrecord van 17,92 meter. Een jaar later in Seoel werd Markov olympisch kampioen.

## Titels
- Olympisch kampioen hink-stap-springen - 1988
- Wereldkampioen hink-stap-springen - 1987
- Europees kampioen hink-stap-springen - 1986
- Europees indoorkampioen hink-stap-springen - 1985
- Europees kampioen U20 hink-stap-springen - 1983
- Bulgaars kampioen hink-stap-springen - 1984, 1985, 1986, 1987, 1988
- Bulgaars indoorkampioen hink-stap-springen - 1983, 1986

## Persoonlijke records
| Onderdeel          | Prestatie | Datum            | Plaats |
| ------------------ | --------- | ---------------- | ------ |
| hink-stap-springen | 17,92 m   | 31 augustus 1987 | Rome   |

## Palmares

### hink-stap-springen
- 1983: kwalificaties WK - 16,25 m
- 1983:  EK U20 - 16,72 m
- 1984: 5e EK indoor - 16,89 m
- 1985:  EK indoor - 17,29 m
- 1986:  EK - 17,66 m
- 1987:  EK indoor - 17,12 m
- 1987: 4e WK indoor - 16,96 m
- 1987:  WK - 17,92 m
- 1988: 4e EK indoor - 17,19 m
- 1988:  OS - 17,61 m OR
- 1990:  EK - 17,43 m
- 1991: kwalificaties WK - 16,67 m
- 1992: kwalificaties OS - 16,46 m
- 1993: kwalificaties WK - 16,11 m

1896: James Connolly ·
1900: Meyer Prinstein ·
1904: Meyer Prinstein ·
1908: Tim Ahearne ·
1912: Gustaf Lindblom ·
1920: Vilho Tuulos ·
1924: Nick Winter ·
1928: Mikio Oda ·
1932: Chuhei Nambu ·
1936: Naoto Tajima ·
1948: Arne Åhman ·
1952: Adhemar da Silva ·
1956: Adhemar da Silva ·
1960: Józef Szmidt ·
1964: Józef Szmidt ·
1968: Viktor Sanjejev ·
1972: Viktor Sanjejev ·
1976: Viktor Sanjejev ·
1980: Jaak Uudmäe ·
1984: Al Joyner ·
1988: Christo Markov ·
1992: Mike Conley ·
1996: Kenny Harrison ·
2000: Jonathan Edwards ·
2004: Christian Olsson ·
2008: Nelson Évora ·
2012: Christian Taylor ·
2016: Christian Taylor ·
2020: Pedro Pablo Pichardo ·
2024: Jordan Díaz
1983 Zdzisław Hoffmann ·
1987 Christo Markov ·
1991 Kenny Harrison ·
1993 Mike Conley ·
1995 Jonathan Edwards ·
1997 Yoelbi Quesada ·
1999 Charles Friedek ·
2001 Jonathan Edwards ·
2003 Christian Olsson ·
2005 Walter Davis ·
2007 Nelson Évora ·
2009 Phillips Idowu ·
2011 Christian Taylor ·
2013 Teddy Tamgho ·
2015 Christian Taylor ·
2017 Christian Taylor ·
2019 Christian Taylor ·
2022 Pedro Pablo Pichardo ·
2023 Hugues Fabrice Zango